# Dustin Penner
Dustin Penner (* 28. September 1982 in Winkler, Manitoba) ist ein ehemaliger kanadischer Eishockeyspieler, der im Verlauf seiner aktiven Karriere zwischen 2003 und 2014 unter anderem 668 Spiele für die Mighty Ducks of Anaheim bzw. Anaheim Ducks, Edmonton Oilers, Los Angeles Kings und Washington Capitals in der National Hockey League auf der Position des linken Flügelstürmers bestritten hat. Penner gewann während seiner zehn Spielzeiten in der NHL insgesamt zweimal den Stanley Cup – im Jahr 2007 mit den Anaheim Ducks und im Jahr 2012 mit den Los Angeles Kings.

## Karriere
Der 1,94 m große Stürmer begann seine Karriere im Team der University of Maine im Ligabetrieb der National Collegiate Athletic Association, nach guten Leistungen in der Saison 2003/04, die auch mit einer Wahl ins NCAA All-Tournament Team verbunden waren, wurde der Linksschütze im Jahr 2004 als Free Agent von den Mighty Ducks of Anaheim verpflichtet.
Zunächst stand er für die Anaheim-Farmteams, die Cincinnati Mighty Ducks sowie ab der Saison 2005/06 die Portland Pirates, in der American Hockey League auf dem Eis. Erste NHL-Luft schnupperte der Kanadier ebenfalls in dieser Spielzeit. Ab der Saison 2006/07 gehörte Penner aufgrund seiner guten Leistungen dauerhaft zum NHL-Stammkader der Anaheim Ducks, mit denen er im selben Jahr den Stanley Cup gewann.
Zum 1. Juli 2007 wurde Penner ein restricted Free Agent und seine Rechte hielten weiter die Anaheim Ducks. Für Aufsehen sorgte er Ende Juli, als er von den Edmonton Oilers ein Angebot, einen sogenannten Offer Sheet, für einen Fünfjahresvertrag über 21,5 Millionen US-Dollar erhielt, was in der NHL nur selten passiert. Die Anaheim Ducks entschieden sich nicht mitzuziehen, weshalb Penner zu den Oilers wechselte.
Nach fast vier Jahren in Edmonton wurde er am 28. Februar 2011 in einem Transfergeschäft im Austausch für den Verteidiger Colten Teubert, sowie zwei Wahlrechte im NHL Entry Draft (Erstrunden-Wahlrecht 2011 und ein leistungsbedingtes Zweitrunden-Wahlrecht im NHL Entry Draft 2012) an die Los Angeles Kings abgegeben. Mit den Los Angeles Kings gewann der Kanadier 2012 seinen zweiten Stanley Cup. Im Juli 2013 unterzeichnete Penner einen Einjahresvertrag bei den Anaheim Ducks. Die Ducks transferierten ihn vor der Trade Deadline am 4. März 2014 zu den Washington Capitals. Sein dortiger Vertrag wurde nach Ende der Saison 2013/14 nicht verlängert. Danach beendete er seine aktive Karriere.

## Erfolge und Auszeichnungen
| - 2004 Lamoriello-Trophy-Gewinn mit der University of Maine - 2004 NCAA Championship All-Tournament Team - 2006 AHL Second All-Star Team | - 2007 Stanley-Cup-Gewinn mit den Anaheim Ducks - 2012 Stanley-Cup-Gewinn mit den Los Angeles Kings |

## Karrierestatistik
(Legende zur Spielerstatistik: Sp oder GP = absolvierte Spiele; T oder G = erzielte Tore; V oder A = erzielte Assists; Pkt oder Pts = erzielte Scorerpunkte; SM oder PIM = erhaltene Strafminuten; +/− = Plus/Minus-Bilanz; PP = erzielte Überzahltore; SH = erzielte Unterzahltore; GW = erzielte Siegtore; 1 Play-downs/Relegation; Kursiv: Statistik nicht vollständig)

## Privates
Am 2. Februar 2011 heiratete er die Schauspielerin und Richard Zedníks Ex-Frau Jessica Welch. Das Paar trennte sich jedoch am 29. Februar 2012 wieder und Penner reichte die Scheidung von der Franko-Kanadierin ein.